# Université technique de Graz

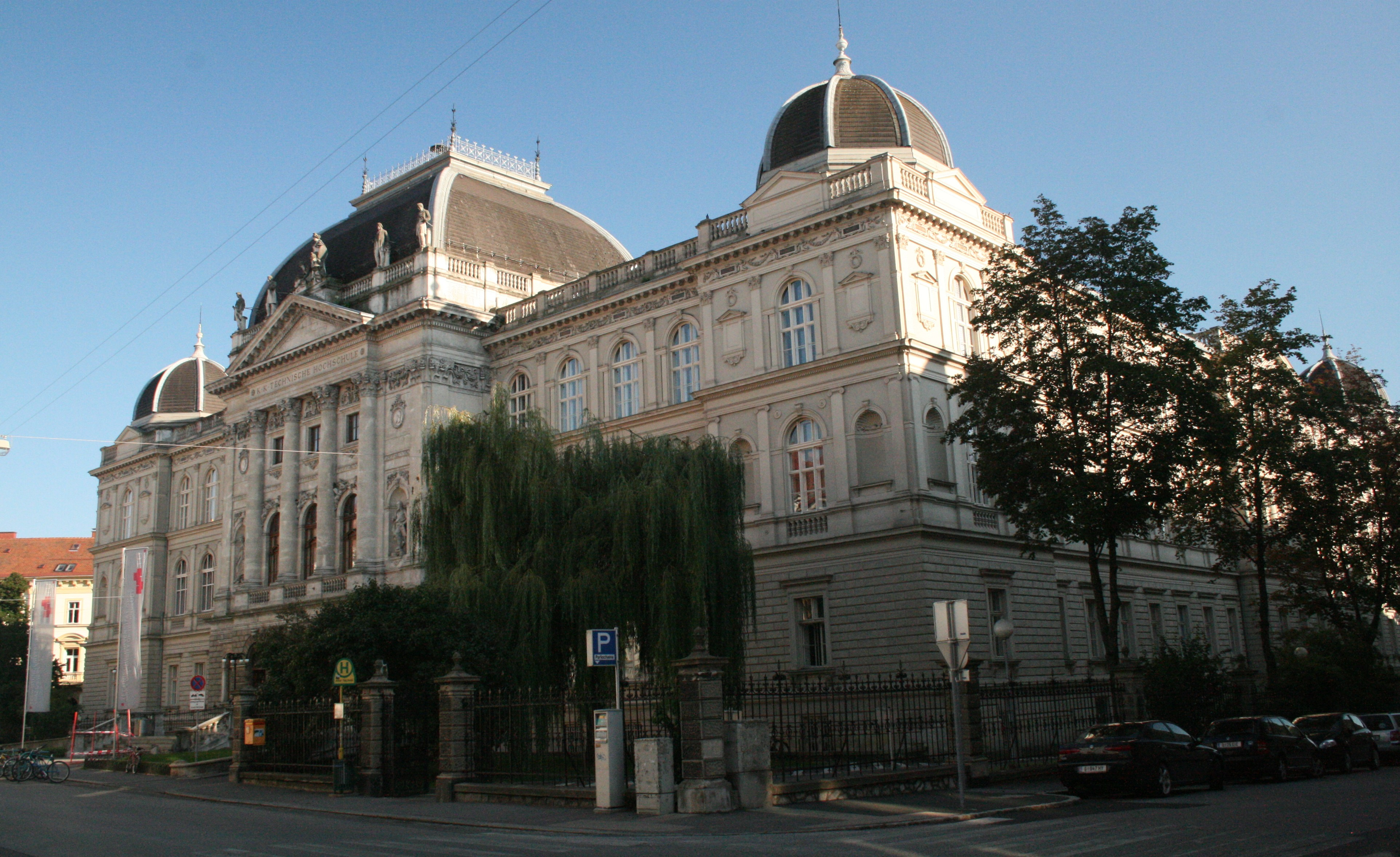
Le bâtiment principal de l'université

L’université de technologie de Graz (Technische Universität Graz, TUG)  ou Erzherzog-Johann-Universität (en l’honneur de l’archiduc Jean-Baptiste d'Autriche, 1782-1859), est une des cinq universités de Styrie en Autriche. Les autres étant la Karl-Franzens-Universität, la Kunstuniversität Graz (université d'arts), la Medizinische Universität Graz (université de médecine) et la Montanuniversität Leoben (École nationale supérieure des mines de Leoben, cette dernière est la seule n'étant pas à Graz). Elle est l'une des trois universités de technologie d'Autriche, avec celle de Vienne et l’École des mines de Leoben.
Au semestre d'été 2005, 8 224 étudiants y étaient inscrits, dont 16,2 % d'étrangers et 18,6 % de femmes.

## Anciens élèves
- Anselm Franz
- Nikola Tesla
- Karl von Terzaghi